# 卡斯泰尔莫鲁
卡斯泰尔莫鲁（法語：Castelmaurou，法語發音：[kastɛlmoʁu]）是法国上加龙省的一个市镇，属于图卢兹区。

## 地理
卡斯泰尔莫鲁（43°40'36"N, 1°31'53"E）面积16.77 平方千米，位于法国奧克西塔尼大區上加龙省，该省份为法国西南部内陆省份，西南端与西班牙接壤，自此顺时针与上比利牛斯省、热尔省、塔恩-加龙省、塔恩省、奥德省和阿列日省接壤。
与卡斯泰尔莫鲁接壤的市镇（或旧市镇、城区）包括：巴聚斯、博皮、加里代什、格拉尼亚格、拉佩鲁斯-福萨、鲁菲亚克托洛桑、圣热涅斯贝勒维、圣让。

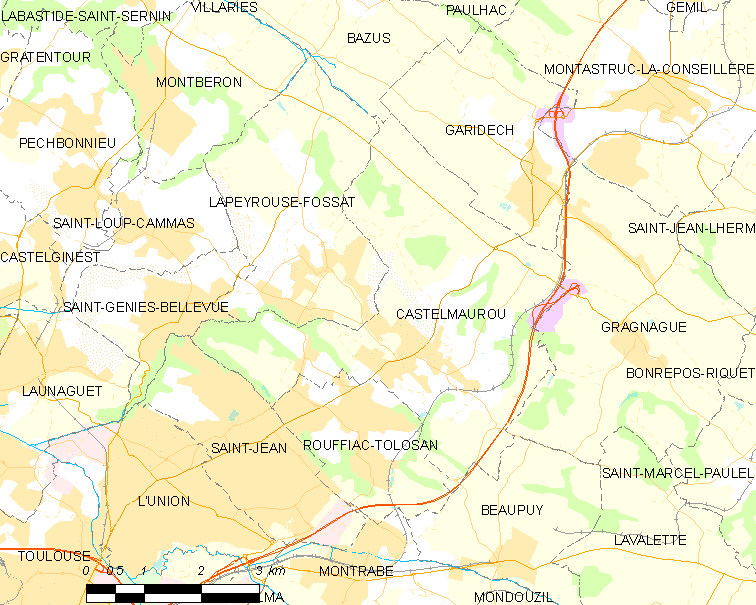
卡斯泰尔莫鲁的OSM定位图

卡斯泰尔莫鲁的时区为UTC+01:00、UTC+02:00（夏令时）。

## 行政
卡斯泰尔莫鲁的邮政编码为31180，INSEE市镇编码为31117。

## 政治
卡斯泰尔莫鲁所属的省级选区为佩什博尼约县。

## 人口

1962-2008年间卡斯泰尔莫鲁人口变化图示

卡斯泰尔莫鲁于2022年1月1日时的人口数量为4491人。